# Судзукі Такао
Судзукі Такао (нар. 20 вересня 1976) — колишній японський тенісист.
Найвищу одиночну позицію світового рейтингу — 102 місце досяг 23 листопада 1998, парну — 119 місце — 7 листопада 2005 року.
Здобув 1 парний титул.
Найвищим досягненням на турнірах Великого шолома було 3 коло в парному розряді.
Завершив кар'єру 2018 року.

## Фінали турнірів ATP за кар'єру

### Парний розряд: 1 (1 перемога)
| Легенда                         |
| ------------------------------- |
| Турніри Великого шолома (0–0)   |
| Фінали Світового туру ATP (0–0) |
| Серія Мастерс ATP (0–0)         |
| Серія ATP Інтернешнл Ґолд (1–0) |
| Серія ATP Інтернешнл (0–0)      |

| Титули за покриттям |
| ------------------- |
| Тверде (1–0)        |
| Ґрунт (0–0)         |
| Трава (0–0)         |
| Килим (0-0)         |

| Титули за типом корту |
| --------------------- |
| Відкритий (1–0)       |
| Закритий (0–0)        |

| Результат | W–L | Дата     | Турнір        | Рівень                | Покриття | Партнер        | Суперники                | Рахунок              |
| --------- | --- | -------- | ------------- | --------------------- | -------- | -------------- | ------------------------ | -------------------- |
| Перемога  | 1–0 | Жов 2005 | Токіо, Японія | Серія Інтернешнл Ґолд | Тверде   | Івабуті Сатосі | Сімон Аспелін Тодд Перрі | 5–4(7–3), 5–4(15–13) |

## Досягнення
| W | Ф | ПФ | ЧФ | #Р | КТ | К# | DNQ | A | NH |

### Одиночний розряд
| Турніри Великого шлему                 |     |     |     |     |     |     |     |     |     |     |     |     |     |     |     |       |     |     |
| Відкритий чемпіонат Австралії з тенісу | К2р |     | К2р | 1р  | К1р | 1р  | К1р | К2р | К2р | 2р  | К1р |     | К1р |     | К3р | 0 / 3 | 1–3 | 25% |
| Відкритий чемпіонат Франції з тенісу   |     |     | К3р | К2р |     |     | К3р | К2р | К1р | К1р |     |     |     |     |     | 0 / 0 | 0–0 | –   |
| Вімблдонський турнір                   |     |     | К1р | 1р  |     | К2р | К1р | 2р  | К3р | К1р |     | К2р |     |     |     | 0 / 2 | 1–2 | 33% |
| Відкритий чемпіонат США з тенісу       |     |     | К2р | 1р  | К3р | К1р | К2р | К3р | 1р  | К1р |     | К1р |     |     |     | 0 / 2 | 0–2 | 0%  |
| В-П                                    | 0–0 | 0–0 | 0–0 | 0–3 | 0–0 | 0–1 | 0–0 | 1–1 | 0–1 | 1–1 | 0–0 | 0–0 | 0–0 | 0–0 | 0–0 | 0 / 7 | 2–7 | 22% |
| Серія Мастерс ATP                      |     |     |     |     |     |     |     |     |     |     |     |     |     |     |     |       |     |     |
| Індіан-Веллс                           |     |     |     | К1р |     |     |     |     |     |     |     |     |     |     |     | 0 / 0 | 0–0 | –   |
| Відкритий чемпіонат Маямі з тенісу     |     |     |     | К1р |     |     |     |     |     | К2р |     |     |     |     |     | 0 / 0 | 0–0 | –   |
| Гамбург                                |     |     |     |     |     |     |     |     |     | К1р |     |     |     |     |     | 0 / 0 | 0–0 | –   |
| Рим                                    |     |     |     | К1р |     |     |     |     |     |     |     |     |     |     |     | 0 / 0 | 0–0 | –   |
| Мастерс Канада                         | К1р |     |     |     |     |     |     |     |     | К2р |     |     |     |     |     | 0 / 0 | 0–0 | –   |
| В-П                                    | 0–0 | 0–0 | 0–0 | 0–0 | 0–0 | 0–0 | 0–0 | 0–0 | 0–0 | 0–0 | 0–0 | 0–0 | 0–0 | 0–0 | 0–0 | 0 / 0 | 0–0 | –   |

## Фінали ATP Челленджер і ITF Ф'ючерс

### Одиночний розряд: 22 (17–5)
| Легенда               |
| --------------------- |
| ATP Челленджер (16–3) |
| ITF Ф'ючерс (1–2)     |

| Фінали за покриттям |
| ------------------- |
| Тверде (14–4)       |
| Ґрунт (0–0)         |
| Трава (0–0)         |
| Килим (3–1)         |

| Результат | W–L  | Дата     | Турнір                     | Рівень     | Покриття | Суперник          | Рахунок                 |
| --------- | ---- | -------- | -------------------------- | ---------- | -------- | ----------------- | ----------------------- |
| Перемога  | 1–0  | Лис 1997 | Мумбай, Індія              | Челленджер | Тверде   | Баррі Кован       | 6–1, 6–0                |
| Перемога  | 2–0  | Лип 1998 | Денвер, США                | Челленджер | Тверде   | Джастін Бовер     | 6–3, 4–6, 6–4           |
| Перемога  | 3–0  | Лип 1998 | Гранбі, Канада             | Челленджер | Тверде   | Девід Колдвелл    | 7–6, 6–3                |
| Поразка   | 3–1  | Лип 1998 | Аптос, США                 | Челленджер | Тверде   | Сесіл Маміїт      | 7–6, 3–6, 2–6           |
| Перемога  | 4–1  | Сер 1998 | Бінгемтон, США             | Челленджер | Тверде   | Дієго Наргісо     | 5–2 ret.                |
| Перемога  | 5–1  | Лип 2000 | Гранбі, Канада             | Челленджер | Тверде   | Сесіл Маміїт      | 6–4, 6–3                |
| Перемога  | 6–1  | Лип 2000 | Віннетка, США              | Челленджер | Тверде   | Юн Йон Їл         | 6–2, 6–4                |
| Перемога  | 7–1  | Сер 2000 | Lexington Challenger, США  | Челленджер | Тверде   | Джастін Гімелстоб | 2–1 ret.                |
| Перемога  | 8–1  | Сер 2000 | Бінгемтон, США             | Челленджер | Тверде   | Юн Йон Їл         | 6–1, 6–4                |
| Перемога  | 9–1  | Лис 2001 | Йокогама, Японія           | Челленджер | Килим    | Мотомура Гоїті    | 6–2, 6–7(5–7), 7–6(7–4) |
| Перемога  | 10–1 | Бер 2002 | Хошимін, В'єтнам           | Челленджер | Тверде   | Маріо Анчич       | 6–4, 6–3                |
| Перемога  | 11–1 | Бер 2002 | Кіото, Японія              | Челленджер | Килим    | Маріо Анчич       | 6–7(4–7), 6–2, 6–2      |
| Перемога  | 12–1 | Бер 2002 | Осака, Японія              | Челленджер | Тверде   | Б'єрн Фау         | 5–7, 6–2, 7–6(7–4)      |
| Перемога  | 13–1 | Лип 2004 | Кампус-ду-Жордан, Бразилія | Челленджер | Тверде   | Джованні Лапентті | 6–4, 6–3                |
| Перемога  | 14–1 | Бер 2007 | Кіото, Японія              | Челленджер | Килим    | Дітер Кіндльманн  | 2–6, 7–5, 6–1           |
| Перемога  | 15–1 | Лип 2007 | Гранбі, Канада             | Челленджер | Тверде   | Лу Єн-Сун         | 6–4, 6–4                |
| Поразка   | 15–2 | Лис 2007 | Йокогама, Японія           | Челленджер | Тверде   | Дуді Села         | 7–6(7–5), 4–6, 2–6      |
| Поразка   | 15–3 | Бер 2009 | Кіото, Японія              | Челленджер | Килим    | Сергій Бубка      | 6–7(6–8), 4–6           |
| Перемога  | 16–3 | Лис 2009 | Йокогама, Японія           | Челленджер | Тверде   | Мартін Фішер      | 6–4, 7–6(7–5)           |
| Поразка   | 16–4 | Лип 2013 | Японія F8, Касіва (Тіба)   | Ф'ючерс    | Тверде   | Кондо Хірокі      | 3–6, 5–7                |
| Перемога  | 17–4 | Тра 2015 | Гуам F1, Tumon             | Ф'ючерс    | Тверде   | Ґенґо Кікуті      | 6–3, 6–3                |
| Поразка   | 17–5 | Чер 2017 | Гуам F1, Tumon             | Ф'ючерс    | Тверде   | Хіроясу Ехара     | 6–7(4–7), 6–4, 3–6      |

### Парний розряд: 24 (18–6)
| Легенда               |
| --------------------- |
| ATP Челленджер (10–5) |
| ITF Ф'ючерс (8–1)     |

| Фінали за покриттям |
| ------------------- |
| Тверде (9–3)        |
| Ґрунт (4–0)         |
| Трава (0–0)         |
| Килим (5–3)         |

| Результат | W–L  | Дата     | Турнір                    | Рівень     | Покриття | Партнер            | Суперники                                | Рахунок                    |
| --------- | ---- | -------- | ------------------------- | ---------- | -------- | ------------------ | ---------------------------------------- | -------------------------- |
| Перемога  | 1–0  | Кві 1996 | Нагоя, Японія             | Челленджер | Тверде   | Івабуті Сатосі     | Вен Еллвуд Петер Трамаккі                | 7–6, 7–6                   |
| Поразка   | 1–1  | Лют 1997 | Кіото, Японія             | Челленджер | Килим    | Івабуті Сатосі     | Магеш Бгупаті Вейн Блек                  | 4–6, 7–6, 1–6              |
| Поразка   | 1–2  | Вер 1997 | Урбана, США               | Челленджер | Тверде   | Мотомура Гоїті     | Майкл Селл Кевін Ульєтт                  | 6–3, 6–7, 2–6              |
| Перемога  | 2–2  | Бер 1998 | Кіото, Японія             | Челленджер | Килим    | Кевін Ульєтт       | Оскар Ортіс Мауріс Руа                   | 4–6, 6–1, 6–4              |
| Перемога  | 3–2  | Лип 1998 | Гранбі, Канада            | Челленджер | Тверде   | Мотомура Гоїті     | Боббі Кокавец Фредерік Ніємеєр           | 7–6, 6–1                   |
| Перемога  | 4–2  | Сер 1998 | Бронкс, США               | Челленджер | Тверде   | Джаред Палмер      | Ота Фукарек Габріель Тріфу               | 6–1, 6–2                   |
| Поразка   | 4–3  | Лис 1998 | Порторож, Словенія        | Челленджер | Тверде   | Александар Кітінов | Максим Мирний Андрій Ольховський         | 4–6, 6–7                   |
| Перемога  | 5–3  | Лис 1999 | Аахен, Німеччина          | Челленджер | Килим    | Ларс Бургсмюллер   | Хуан Ігнасіо Карраско Хайро Веласко мол. | 7–6, 6–4                   |
| Перемога  | 6–3  | Кві 2000 | Японія F3, Повіт Ісава    | Ф'ючерс    | Ґрунт    | Тераті Такахіро    | Нацукі Харада Хіроясу Сато               | 6–4, 6–3                   |
| Перемога  | 7–3  | Чер 2000 | Італія F4, Павія          | Ф'ючерс    | Ґрунт    | Ігор Гауді         | Філіппо Мессорі Давіде Скала             | 6–4, 6–4                   |
| Перемога  | 8–3  | Лют 2001 | Хошимін, В'єтнам          | Челленджер | Тверде   | Ерік Тайно         | Філіппо Мессорі Вінченцо Сантопадре      | 7–6(9–7), 2–6, 6–4         |
| Перемога  | 9–3  | Вер 2001 | Японія F7, Тіба           | Ф'ючерс    | Тверде   | Кондо Хірокі       | Даґ Богабой Тосіхару Като                | 4–6, 6–4, 6–4              |
| Перемога  | 10–3 | Лис 2001 | Хошимін, В'єтнам          | Челленджер | Килим    | Ерік Тайно         | Філіппо Мессорі Вінченцо Сантопадре      | 7–6(9–7), 2–6, 6–4         |
| Перемога  | 11–3 | Лис 2001 | Йокогама, Японія          | Челленджер | Килим    | Такада Міцуру      | Марко К'юдінеллі Себастьян Яґер          | 6–3, 6–4                   |
| Перемога  | 12–3 | Вер 2002 | Японія F7, Сайтама        | Ф'ючерс    | Тверде   | Онода Мітіхіса     | Даґ Богабой Томас Блейк                  | 6–3, 6–3                   |
| Поразка   | 12–4 | Лис 2002 | Аахен, Німеччина          | Челленджер | Килим    | Сімада Томас       | Джим Томас Том Ванхудт                   | 7–6(7–4), 6–7(4–7), 3–6    |
| Перемога  | 13–4 | Лип 2003 | Lexington Challenger, США | Челленджер | Тверде   | Джонатан Ерліх     | Матіас Бекер Тревіс Перротт              | 6–4, 6–1                   |
| Перемога  | 14–4 | Лис 2003 | Мілан, Італія             | Челленджер | Килим    | Давіде Сангінетті  | Маріуш Фирстенберг Марцін Матковський    | 6–4, 7–5                   |
| Поразка   | 14–5 | Бер 2009 | Кіото, Японія             | Челленджер | Килим    | Тацума Іто         | Айсам Куреші Мартін Сланар               | 7–6(9–7), 6–7(3–7), [6–10] |
| Перемога  | 15–5 | Лип 2009 | Японія F7, Саппоро        | Ф'ючерс    | Ґрунт    | Кондо Хірокі       | Юїті Іто Тацума Іто                      | 6–3, 7–6(7–4)              |
| Перемога  | 16–5 | Жов 2012 | Японія F8, Касіва (Тіба)  | Ф'ючерс    | Тверде   | Сьо Катаяма        | Деніел Кінґ-Тернер Хозе Стейтам          | 3–6, 6–3, [10–8]           |
| Поразка   | 16–6 | Бер 2014 | Японія F1, Tokyo          | Ф'ючерс    | Тверде   | Сінтаро Імай       | Мацуї Тосіхіде Арата Онодзава            | 4–6, 5–7                   |
| Перемога  | 17–6 | Чер 2014 | Японія F8, Саппоро        | Ф'ючерс    | Ґрунт    | Ясутака Утіяма     | Такуто Нікі Арата Онодзава               | 6–2, 7–6(7–4)              |
| Перемога  | 18–6 | Сер 2014 | Chinese Taipei F1, Гаосюн | Ф'ючерс    | Тверде   | Арата Онодзава     | Чжень Ді Хуан Лянцзі                     | 7–6(7–3), 6–3              |